# Diecéze mutarecká
Diecéze Mutare se nachází v Zimbabwe, je katolickou diecézí a její ritus je latinský.

## Historie a současnost
Dne 2. února 1953 byla na tomto území zřízena apoštolská prefektura Umtali, která vznikla z apoštolských vikariátů Salisbury a Fort Victoria. Prvním prefektem se stal otec Donal Raymond Lamont, O.Carm.. O čtyři roky později 15. února 1957 byla povýšena na diecézi Umtali a jeho biskupem se stal prefekt této prefektury. Dne 25. června 1982 byla přejmenována na diecézi Mutare. Tento název se používá dodnes. Jejím hlavním chrámem je katedrála Nejsvětější Trojice. Patří pod církevní provincii Harare. K roku 2004 měla 128 120 věřících, 15 kněží, 36 řeholních kněží, 41 řeholníků, 112 řeholnic a 26 farností.

## Seznam apoštolských prefektů a biskupů

### Apoštolská prefektura Umtali
- Donal Raymond Lamont, O.Carm.. (1953–1957) poté biskup

### Biskupové diecéze Umtali
- Donal Raymond Lamont, O.Carm.. (1957–1981)
- Alexio Churu Muchabaiwa (1981–1982)

### Biskupové diecéze Mutare
- Alexio Churu Muchabaiwa (od 1982)